# Aleje Ujazdowskie
Die Aleja Ujazdowskie (deutsch: Ujazdów-Allee oder auch Ujazdowskie-Allee) ist eine Straße in Warschau. Dieser Straßenzug ist Bestandteil des Warschauer Königsweges, einer der ältesten und wichtigsten Verkehrsachsen der Stadt. Die Allee verläuft im Innenstadtdistrikt etwa 300 Meter westlich und parallel zur Warschauer Weichselböschung (damit auch parallel zur Weichsel) über eine Länge von rund 1.600 Metern. Die Straße beginnt im Norden am Plac Trzech Krzyży und geht im Süden am Belweder-Palast in die Ulica Belwederska über. Die im Zweiten Weltkrieg stark zerstörten Allee gehört zu den prächtigsten Straßenzügen Warschaus, da sich hier nicht nur bedeutende Parkanlagen, sondern auch viele ehemalige Residenzen sowie heutige Botschaften und Ministeriensitze befinden.

## Geschichte

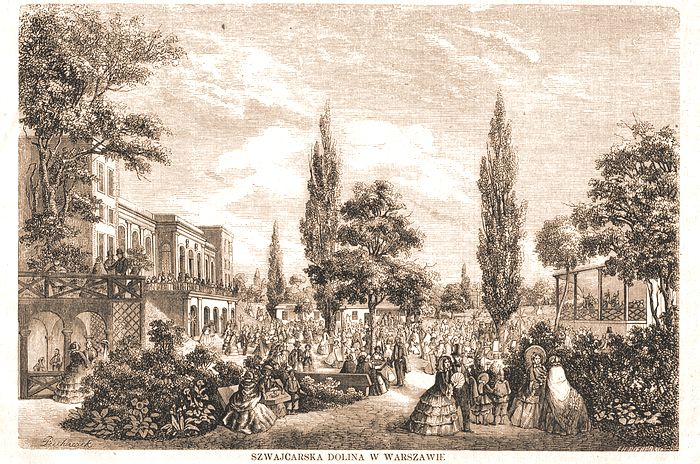
Dolina Szwajcarska im Jahr 1860

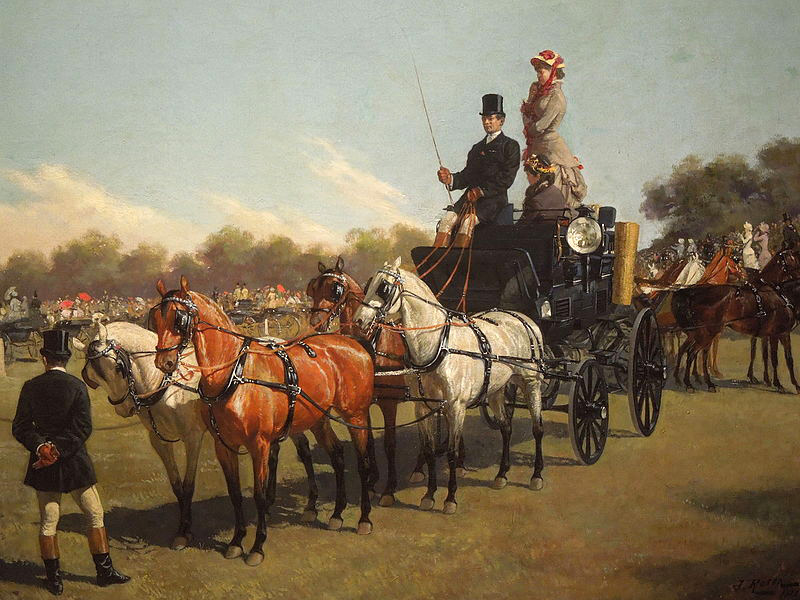
Kutschen-Wettbewerb im Jahr 1881 im Ujazdów-Park

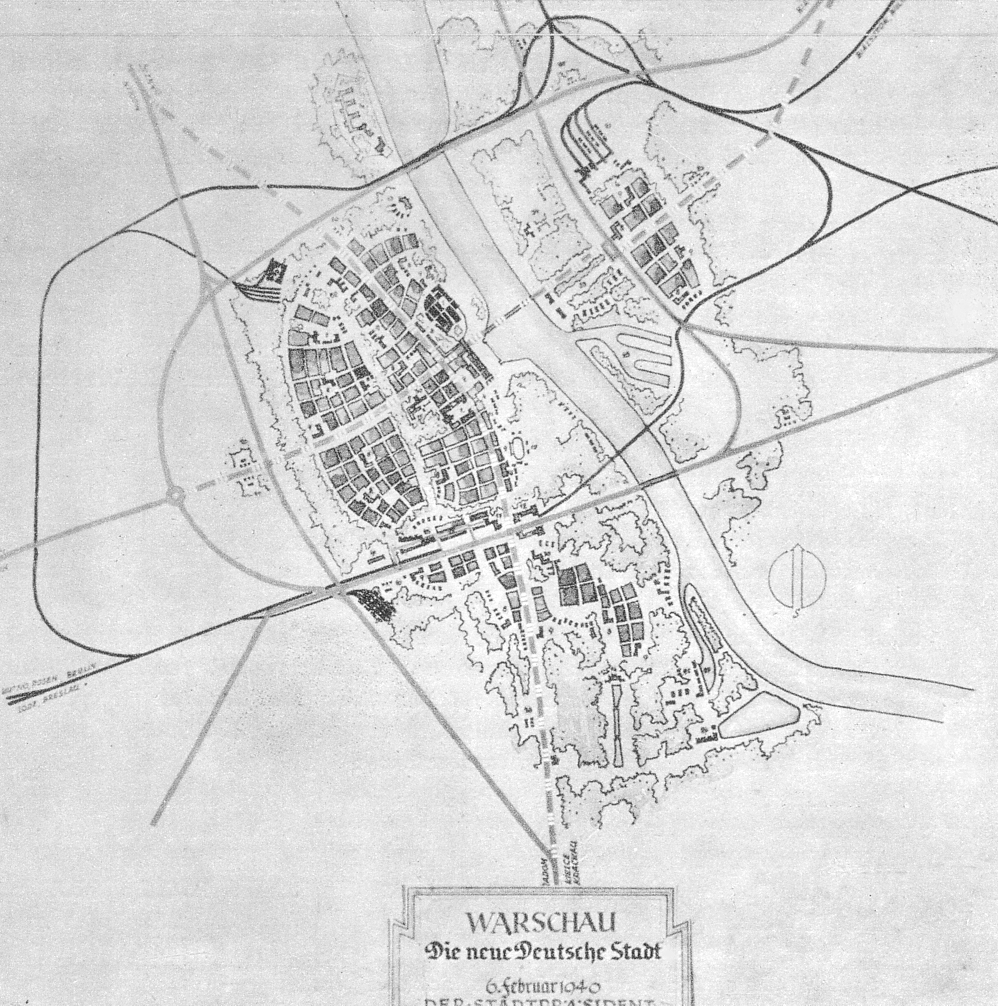
Der Pabst-Plan zur Neugestaltung Warschaus als „Deutsche Stadt“ von 1940

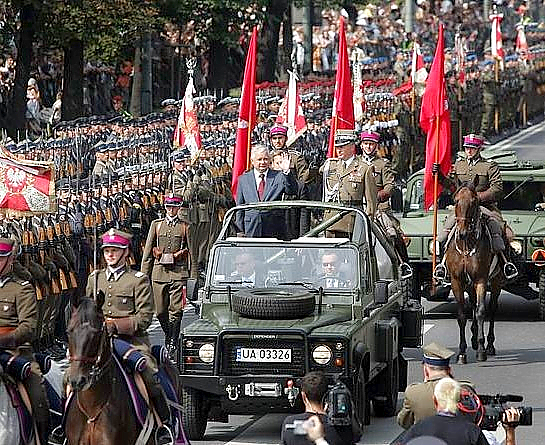
Militärparade am 15. August 2007 mit dem polnischen Präsidenten Lech Kaczyński

In den Jahren 1724 bis 1731 wurde ein Teil der heutigen Aleje Ujazdowskie als ein Kreuzweg (genannt: Droga Kalwaryjska) unter August dem Starken trassiert und angelegt. Der Verlauf des Weges beruhte auf einem Entwurf von Joachim Daniel von Jauch und bestand aus 14 Kapellen mit den Leidensstationen Jesu Christi, auf der westlichen Seite gelegen. Etwa um 1770 wurde dieser Weg als Teil einer anzulegenden größeren Straße in die damalige barocke Raumplanung eingetragen; zu diesem Zeitpunkt wurden auch die Kapellen abgetragen.
Ausgangspunkt der neuen Planung nach einem Entwurf von August Fryderyk Moszyński war das Schloss Ujazdów, von dem aus in den Jahren 1768 bis 1773 eine Allee bis zum heutigen Plac Na Rozdrożu errichtet wurde. Dieser Platz diente als Verteiler, von hier aus erstreckten sich sternförmig Straßen in alle Richtungen. Die Anlage dieses Platzes entsprach der damaligen französischen Städteplanung; an den abgehenden Straßen entstanden – ebenso nach französischem Vorbild – weitere runde Plätze (darunter die heutigen Verkehrskreisel Plac Zbawiciela, Plac Unii Lubelskiej und Plac Jedności Robotniczej). Den Namen Al. Ujazdowskie erhielt die neue Straße um 1784. In der Endphase des Königreiches Polen wurde der Abschnitt zwischen dem Plac Na Rozdrożu und der Ulica Piękna erheblich erweitert, so dass hier der Plac Ujazdowski (deutsch: Ujazdów-Platz) entstand, an dessen Stelle in den Jahren 1893 bis 1896 der noch heute existierende Ujazdów-Park angelegt wurde.
1766 führten die Allee bereits über den Plac Na Rozdrożu bis zum Belvedere-Palast. An der ostwärtigen Seite der Straße befand sich schon damals eine bedeutende Parkanlage Warschaus – der Łazienki-Park.

### 19. Jahrhundert
Zu Beginn des 19. Jahrhunderts wurde begonnen, an der Ujazdowski-Allee Stadtresidenzen und kleinere Palais zu bauen, die als Sitze Warschauer Aristokraten und Unternehmer dienten. Im Jahr 1818 wurde der Botanische Garten eingerichtet. Am 7. Oktober 1825 erwarb der wohlhabende polnische Offizier Stanisław Śleszyński vom Basilianer-Orden ein großes, bis dahin weitgehend unbebautes Terrain an der Westseite der Aleje. Hier richtete er einen Vergnügungspark ein, die nach nicht mehr vorhandenen Altanen im Schweizer Stil genannte Dolina Szwajcarska (deutsch: Schweizer Tal), der 1827 eröffnete. Auf einem kleinen Teil des Grundstückes ließ er ein Palais (Śleszyński-Palais) für sich errichten. Der heute an der Ulica Fryderyka Chopina gelegene Park existiert nur noch rudimentär.
Die Bautätigkeit an der Straße nahm in der zweiten Hälfte des Jahrhunderts zu; es entstanden viele im eklektischen Baustil ausgeführte, repräsentative Gebäude – vor allem auf der Westseite der Straße. Zum Ende des 19. Jahrhunderts waren die Aleje die eleganteste Promenade Warschaus.
Im Jahr 1857 erhielt die Allee Gaslampen und 1879 wurde begonnen, Kanalisation entlang der Straße zu verlegen. In den 1890er Jahren wurde eine pferdegezogene Straßenbahn eingerichtet, die später elektrifiziert wurde. Die Schienen dieser Bahn verliefen nicht straßenmittig, sondern an den beiden Seiten der Aleje.
Eine etwa an der Einmündung der Ulica Bagatela stehende St.-Anna-Kirche wurde im 19. Jahrhundert abgerissen. In ihr befand sich das Grabmal von Marcello Bacciarelli. Am 1. Mai 1890 war die Aleje der Schauplatz der ersten Massendemonstration in Warschau. Rund 10.000 Arbeiter protestierten hier. Die Kundgebung wurde von russischen Kosaken-Einheiten aufgelöst.
Zur Wende des 19. zum 20. Jahrhundert wurden auf dem Abschnitt zwischen dem Plac Trzech Krzyży und der Ulica Wilcza beidseitig grossbürgerliche Mietshäuser errichtet. Nach Entstehung der Zweiten Polnischen Republik wurden viele der älteren Residenzgebäude als Sitz von Gesandten und Botschaftern genutzt.

### Zweiter Weltkrieg und Nachkriegszeit
Während der deutschen Besatzungszeit im Zweiten Weltkrieg gehörten die Aleje zum sogenannten „deutschen“ Stadtviertel; die polnische Bevölkerung wurde ausgesiedelt. Die Straße erhielt den Namen Lindenallee (polnisch: Aleja Lipowa) später Siegesallee (polnisch: Aleja Zwycięstwa). Nach der geplanten Zerstörung großer Teile Warschaus sollten die Aleje gemäß dem Pabst-Plan Bestandteil der neu zu erbauenden Stadt werden.
Am 5. Oktober 1939 wurde in den Aleje eine Siegesparade deutscher Truppen veranstaltet, an der Adolf Hitler teilnahm. Seine Tribüne befand sich am Zaun zum Ujazdów-Park. Anlässlich der Parade entstanden einige der ältesten Farbfotos von Warschau. Am 1. Februar 1944 wurde an der Aleje in Höhe der Hausnummer 23/25 ein tödliches Attentat auf den SS- und Polizeiführer von Warschau Franz Kutschera verübt. Ein Gedenkstein am Straßenrand erinnert heute an die damalige Aktion der Szare Szeregi. Während der Kämpfe im Rahmen des Warschauer Aufstandes im Jahr 1944 wurden die Aleje sowie die Mehrzahl der Gebäude (zumeist durch Brände) zerstört.
Die Wiederaufbauarbeiten nach dem Krieg dauerten bis Mitte der 1950er Jahre. Nach dem Tode Stalins wurde die Straße 1953 in Aleja Stalina umbenannt. Am 27. Oktober 1956 erhielt sie ihren historischen Namen zurück. Nach dem Krieg bezogen frühere wie weitere Botschaften Gebäude an der Aleje, unter anderem unterhielten und unterhalten hier die Schweiz, die Vereinigten Staaten, Großbritannien, Neuseeland, Bulgarien und Litauen ihre Vertretungen. Im direkten Umfeld der Aleje (und des Sejms) befinden sich die Neubauten der französischen, der kanadischen und der deutschen Botschaft. Weitere Botschaften befinden sich in Querstraßen wie der Aleja Róż (Indien) oder der Ulica Fryderyka Chopina (Norwegen). Botschaftsabteilungen Japans und Belgiens (Flandern) befinden sich im Dom Dochodowy zu Beginn der Allee.
Nach dem Krieg wurde die bis dahin auf den Aleje verkehrende Straßenbahnlinie stillgelegt. Bis zum 5. März 1967 verkehrten an ihrer Stelle noch Oberleitungsbusse, seitdem nur noch normaler Linienbusverkehr. Von 1971 bis 1974 wurde eine Schnellstraße zwischen der Aleja Żwirki i Wigury und dem ostwärts der Weichsel liegenden Stadtteil Praga angelegt. Diese verkehrsreiche, Trasa Łazienkowska genannte Stadtautobahn unterquert am Plac Na Rozdrożu die Aleje. Zur Aleje bzw. zum Plac Na Rozdrożu befinden sich Auf- und Abfahrten.
Im Jahr 2009 wurden die Bürgersteige der Aleje großzügig saniert. Dabei entstand auch ein Fahrradweg. Für rund 18 Millionen Złoty wurden 242 Bäume gepflanzt und 20.000 Quadratmeter Granitplatten verlegt.
Am 15. August findet jährlich auf der Aleje anlässlich des Tages der Polnischen Armee (polnisch: Święto Wojska Polskiego) eine Militärparade statt. Das Parkgitter zum Łazienki-Park wird regelmäßig zu Fotoausstellungen genutzt. Auch deshalb ist die Ostseite der Aleje vom Ujazdów-Park bis zum Palast Belweder eine besonders im Sommer sehr beliebte Flaniermeile der Warschauer Bevölkerung.

## Verlauf und Bauobjekte

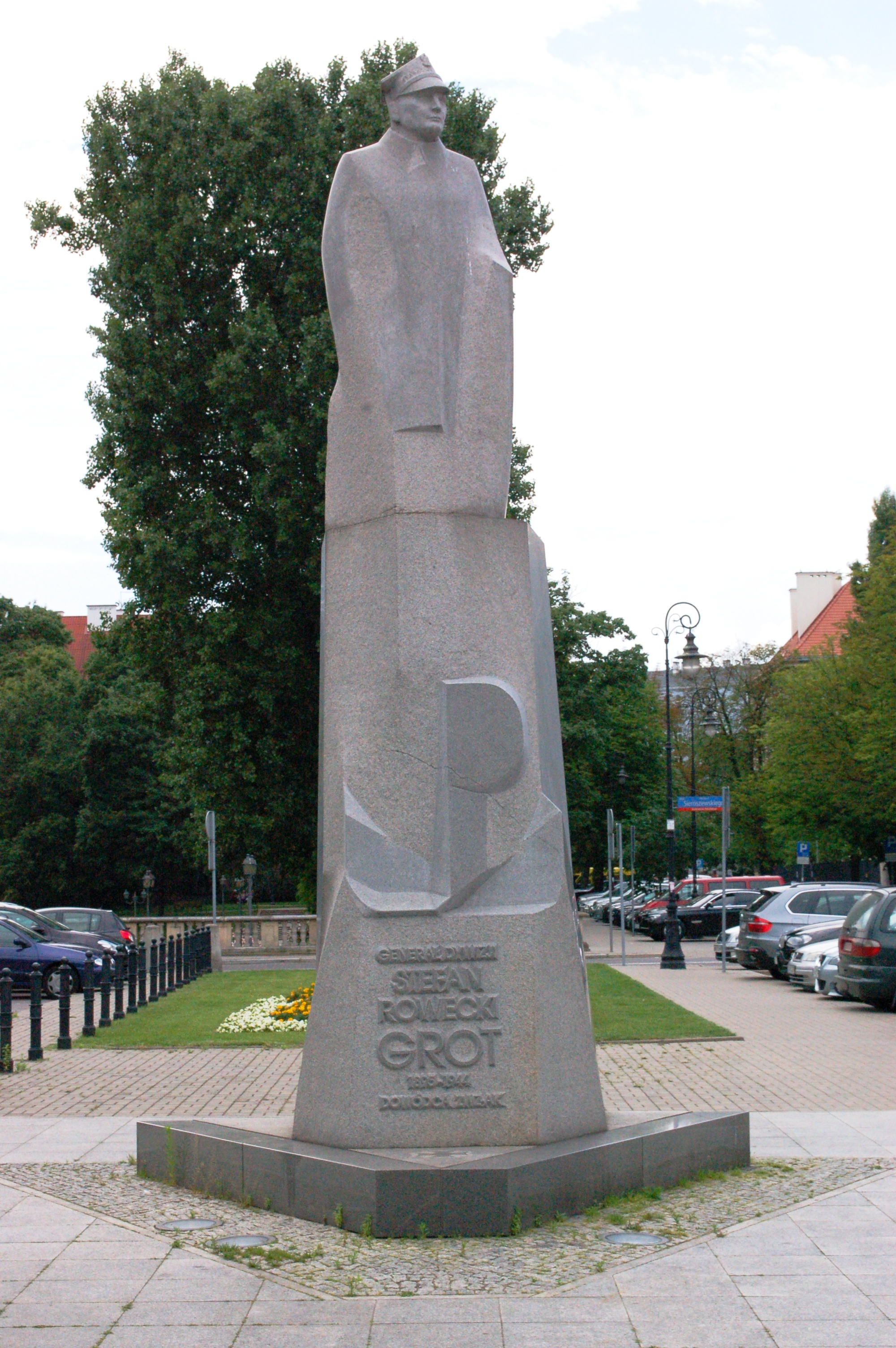
Das Stefan Rowecki („Grot“)-Denkmal vor dem Justizministerium

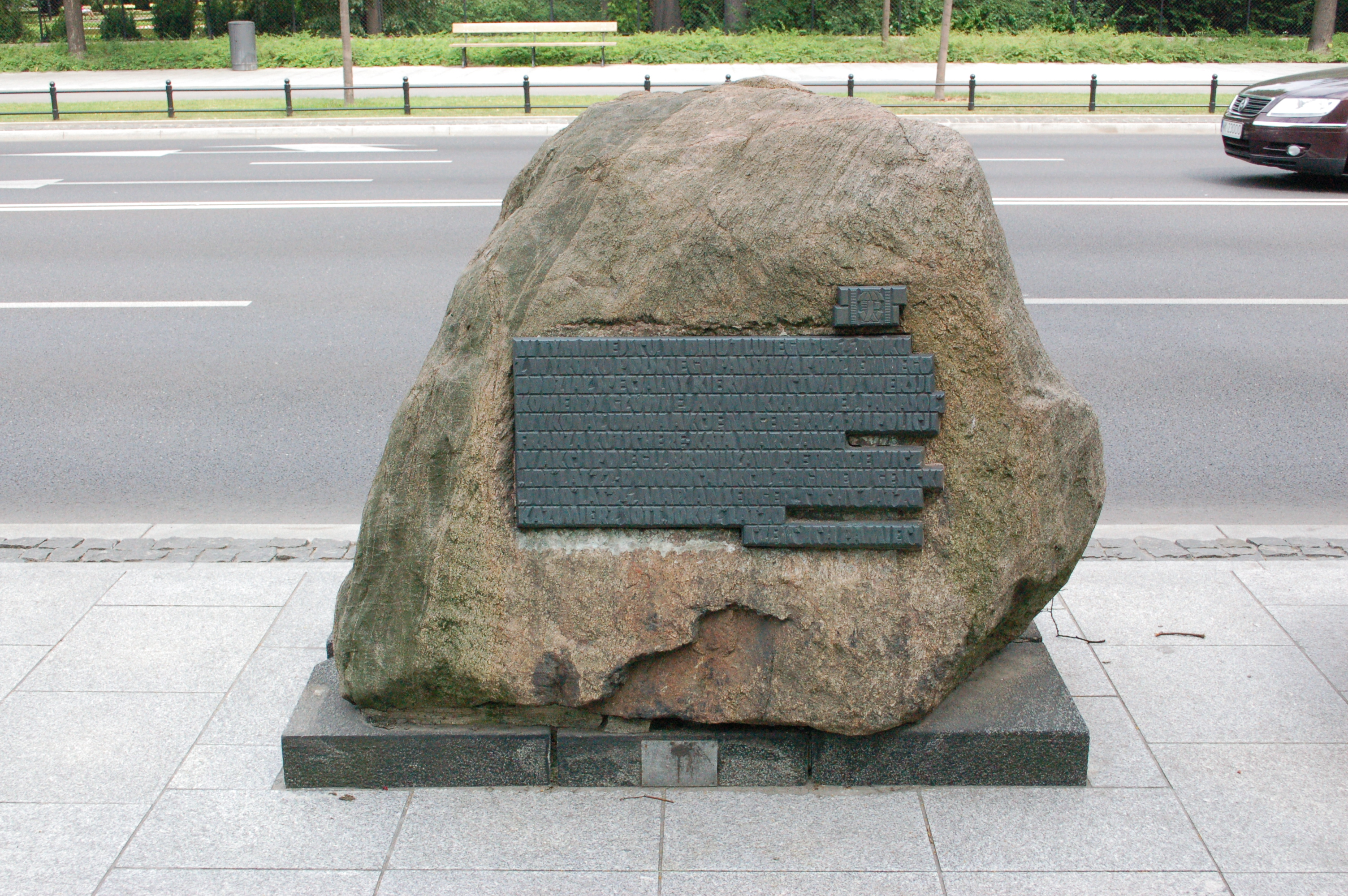
Gedenkstein des Attentats auf SS-General Franz Kutschera

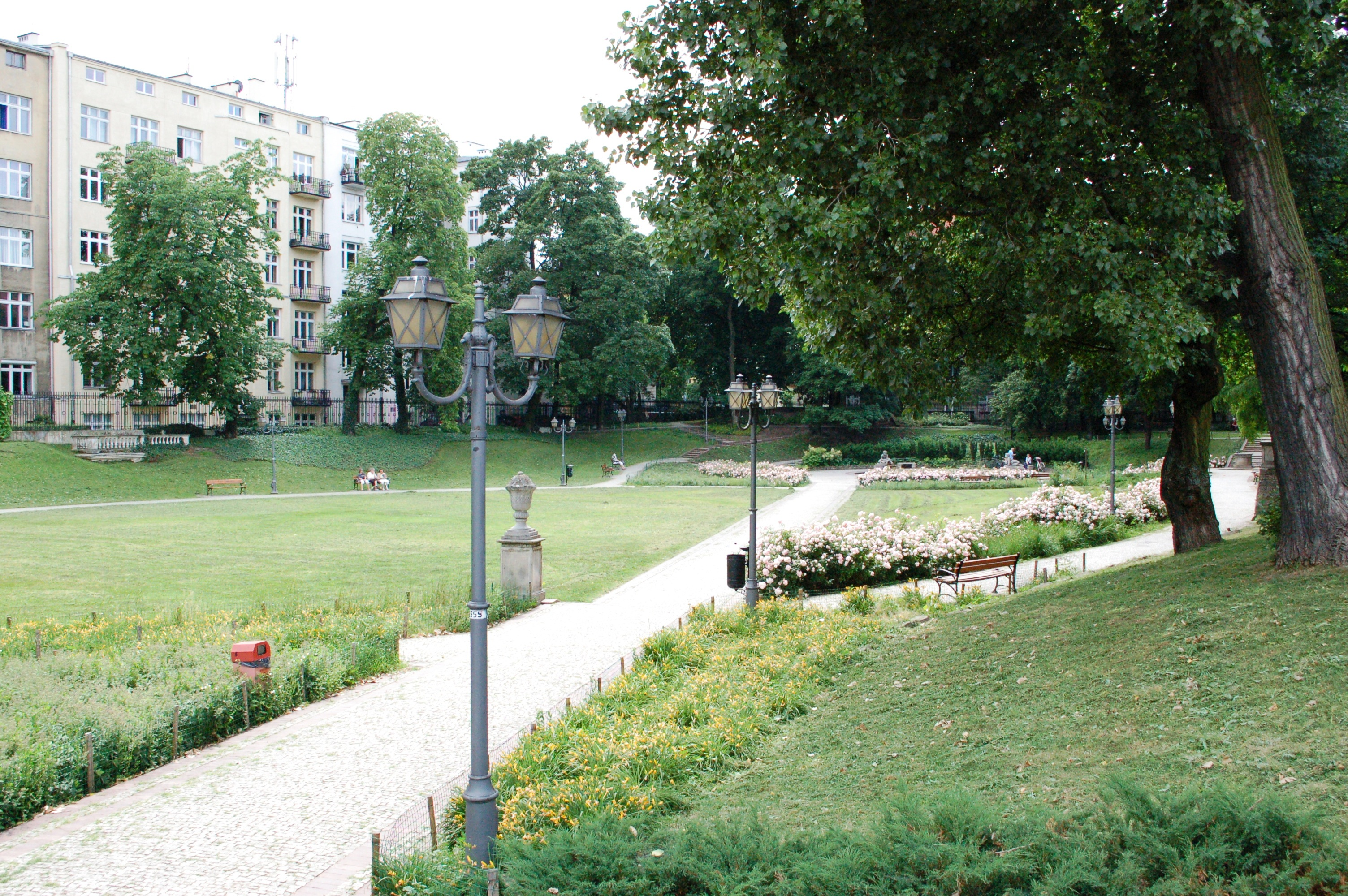
Dolina Szwajcarska im Jahr 2011: Der heutige Rest der Parkanlage

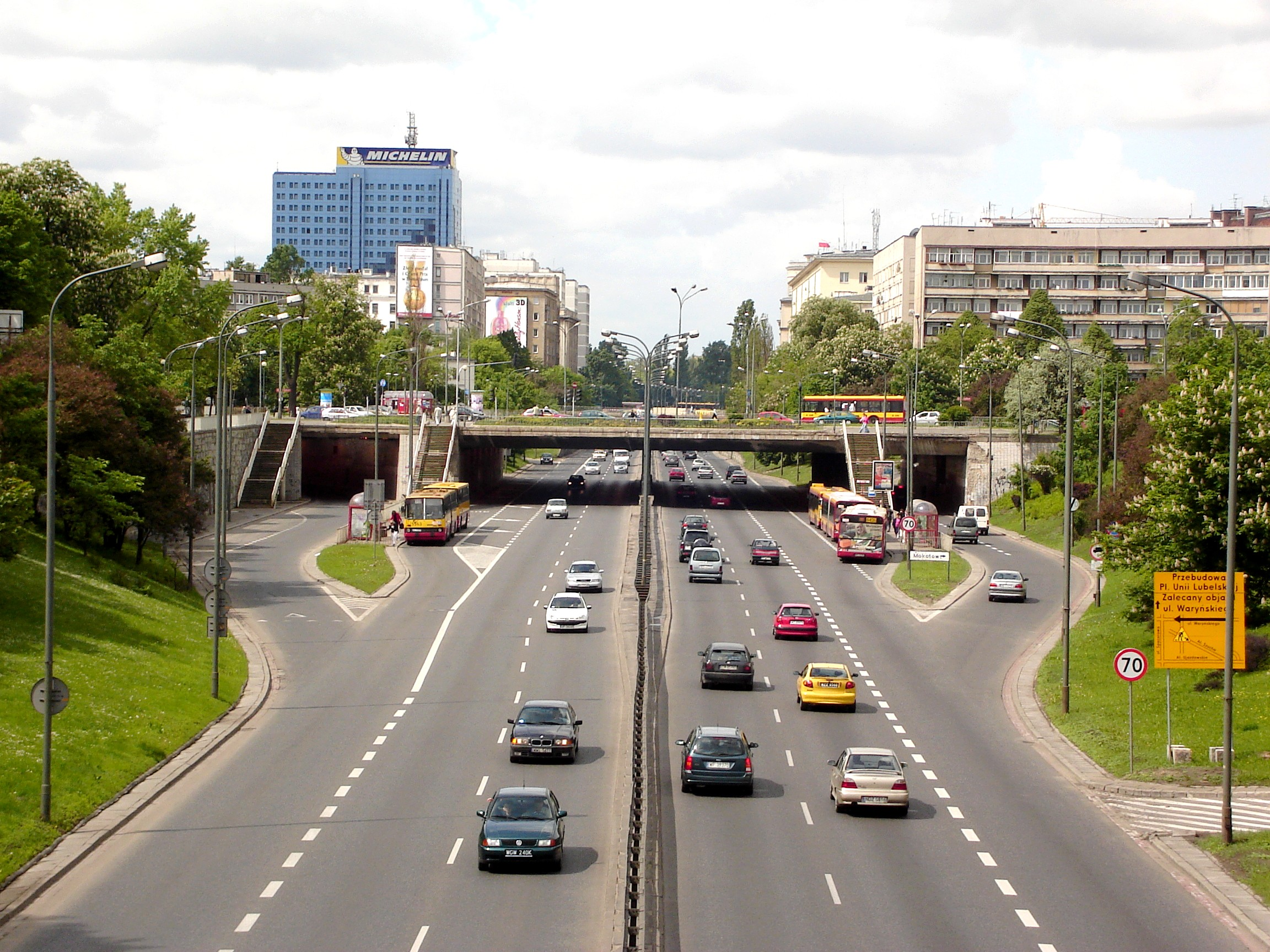
Die Stadtautobahn Trasa Łazienkowska unterquert auf Höhe des Plac Na Rozdrożu die Aleje Ujazdowskie

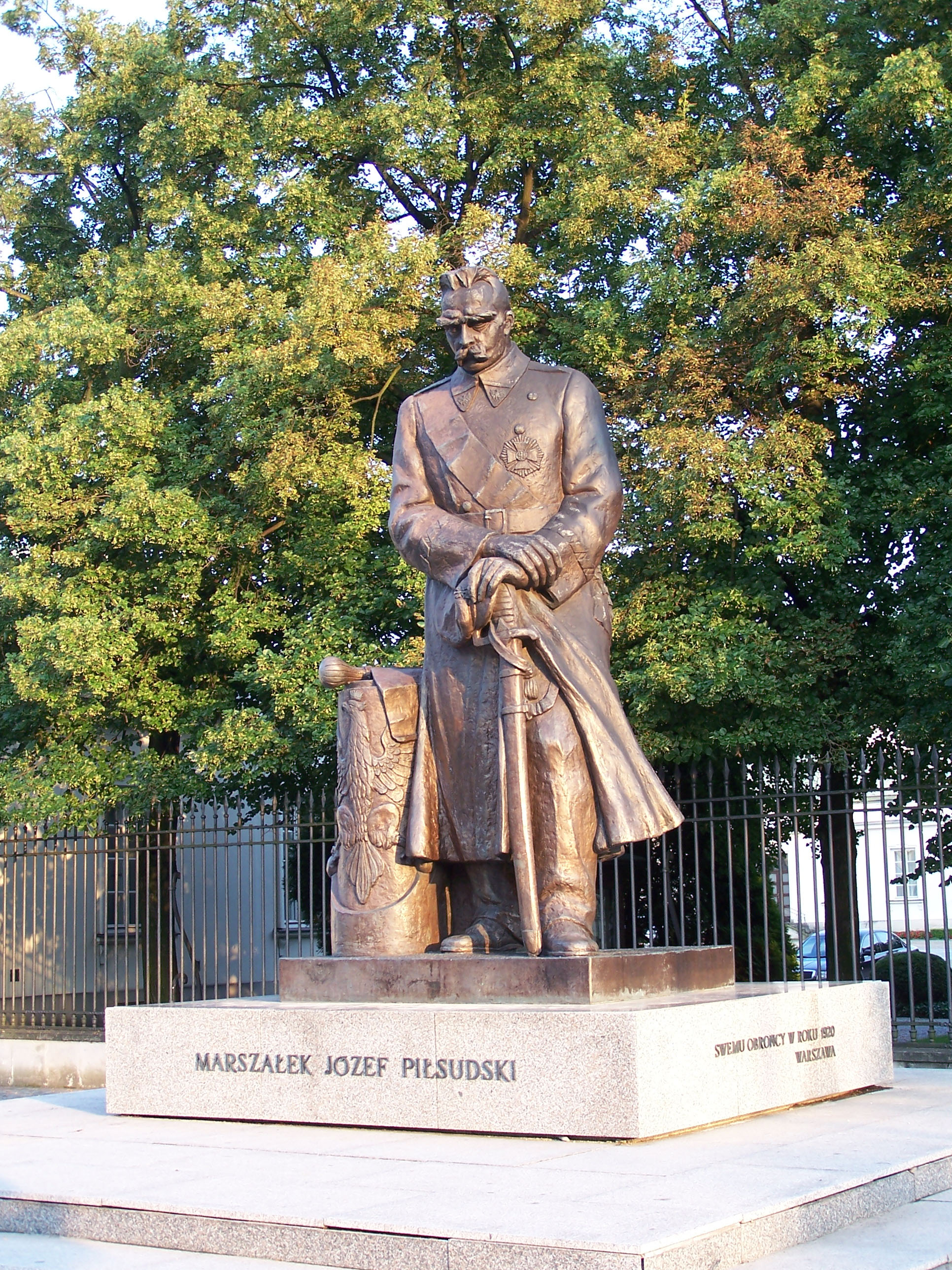
Das Denkmal des Józef Piłsudski am Ende der Al. Ujazdowskie

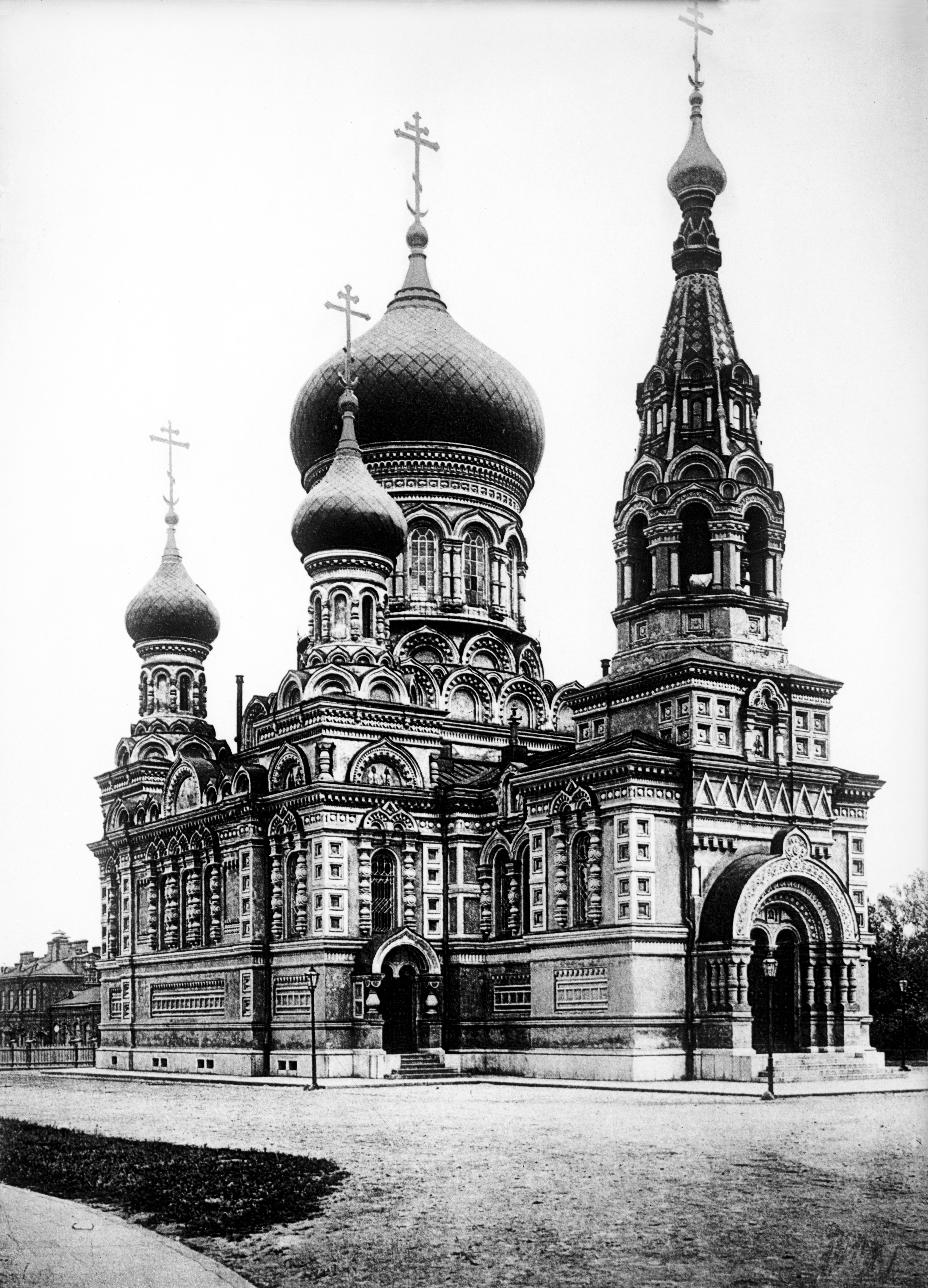
Die russisch-orthodoxe Erzengel Michael-Kirche zu Beginn des 20. Jahrhunderts

Trotz des hohen Zerstörungsgrades der Bebauung an der Aleje im Zweiten Weltkrieg sind durch umfangreiche Rekonstruktion der alten Bausubstanz in den 1950er Jahren heute rund 95 % der Vorkriegsgebäude erhalten. Neben der 1962 erbauten Botschaft der Vereinigten Staaten, einem 10-stöckigen Wohngebäude an der Ulica Jana Matejki (Aleje Ujazdowskie 34) und dem Gebäude des Justizministeriums an der Ulica Fryderyka Chopina wurden hier keine größeren Neubauten nach dem Krieg errichtet. In den 2000er Jahren entstanden behutsam integrierte Neu- und Anbauten an verschiedenen historischen Gebäuden.

### Ostseite der Straße (von Norden nach Süden)
- Plac Trzech Krzyży
- Aleje Ujazdowskie 28 – Ehemaliges Gymnasium zur „Königin Jadwiga“ (polnisch: Dawny Gmach Gimnazjum im. Królowej Jadwigi), heute ein Fortbildungszentrum für Lehrer (polnisch: Centralny Ośrodek Doskonalenia Nauczycieli)
- Aleje Ujazdowskie 26 – Mietshaus des Ksawery Pusłowski (polnisch: Kamienica Ksawerego Pusłowskiego)
- Aleje Ujazdowskie 24 – Mietshaus „Zu den Riesen“ (polnisch: Kamienica pod Gigantami)
- Aleje Ujazdowskie 22 – Mietshaus des Władysław Ławrynowicz (polnisch: Kamienica Władysława Ławrynowicza), nach seinem Architekten Józef Pius Dziekoński auch Dziekoński-Haus genannt
- Aleje Ujazdowskie 20 – Mietshaus
- Aleje Ujazdowskie 18 – Mietshaus
- Aleje Ujazdowskie 16 – Mietshaus
- Aleje Ujazdowskie 14 – Palais zur Artischocke, auch Palais Marconi genannt (polnisch: Pałac pod Karczochem), heute Sitz der litauischen Botschaft
- Ulica Jana Matejki, Stichstraße zur Ulica Wiejska, an der sich die Regierungsgebäude des Sejm, des polnischen Senats sowie das neu erbaute Botschaftsgebäude Deutschlands befinden
- Aleje Ujazdowskie 6a – Lesser-Palast auch Rembieliński-Palast genannt (polnisch: Pałac Aleksandra Rembielińskiego)
- Ulica Piękna – Querstraße, die hier an den Botschaften Kanadas und Frankreichs vorbeiführt
- Ujazdów-Park (polnisch: Park Ujazdowski)
- Aleja Armii Ludowej-Überführung – ab 1971 gebaut
- Schloss Ujazdów (polnisch: Zamek Ujazdowski)
- Agrykola-Park
- Ulica Agrykola – Fußgängerzone, trennt den Agrykola-Park vom Łazienki-Park
- Łazienki-Park
- Aleje Ujazdowskie 4 – Botanischer Garten (polnisch: Ogród Botaniczny) mit der Sternwarte der Warschauer Universität, früher befand sich hier der Ujazdów-Friedhof (polnisch: Cmentarz Ujazdowski)
- Denkmal von Józef Piłsudski auf dem kleinen Platz zu Ehren von Jerzy Giedroyc (polnisch: Skwer Jerzego Giedroyca)
- Belweder-Palast

### Westseite der Straße (von Norden nach Süden)
- Aleje Ujazdowskie 51 – Mietshaus des Aleksander Karszo-Siedlewski, auch Mietshaus des Anton Luciński genannt (polnisch: Kamienica Lucińskiego, heute Dom Dochodowy genannt), ursprünglich Destillerie des Karol Schneider (polnisch: Kamienica Destylarni Wódek Karola Schneidera), heute unter anderem Sitz der Botschaft Neuseelands und Belgiens (Flandern)
- Ulica Wilcza – nach Westen verlaufende Straße, die in die Ulica Koszykowa mündet
- Aleje Ujazdowskie 49 – Mietshaus des Jan Kulikiewicz (polnisch: Kamienica Jana Kulikiewicza), heute Sitz des Regionalverbandes der Rechtsanwälte (polnisch: Okręgowa Rada Adwokacka)
- Aleje Ujazdowskie 47 – Ericsson-Haus (polnisch: Kamienica Ericssona)
- Aleje Ujazdowskie 45 – Mietshaus des Józef Monkiewicz (polnisch: Kamienica Józefa Monkiewicza)
- Aleje Ujazdowskie 43 – Mietshaus des Władysław Umiastowski (polnisch: Kamienica Władysława Umiastowskiego)
- Aleje Ujazdowskie 41 – Mietshaus des Ignacy Bernstein (polnisch: Kamienica Ignacego Bernsteina)
- Aleje Ujazdowskie 39 – Karnicki-Palais mit dem Deutschen Historischen Institut in Warschau
- Aleje Ujazdowskie 37 – Mietshaus der Anna Mikulicz-Radecka (polnisch: Kamienica Anny Mikulicz-Radeckiej)
- Aleje Ujazdowskie 33/35 – Dziewulski-Palais, heute Sitz der bulgarischen Botschaft
- Aleje Ujazdowskie 29/31 – Botschaftsgebäude der Vereinigten Staaten
- Aleje Ujazdowskie 27 – Villa Rau, heute Sitz der Botschaft der Schweiz
- Ulica Piękna – eine der wenigen Querstraßen
- Aleje Ujazdowskie 25 – Śleszyński-Palais
- Aleje Ujazdowskie 23 – Leszczyński-Palast bis in die 2000er Jahre als Botschaftsgebäude Jugoslawiens bzw. Serbiens genutzt
- Aleje Ujazdowskie 21 – Sitz der ungarischen Botschaft
- Ulica Fryderyka Chopina, Stichstraße zur Ulica Mokotowska
- Denkmal von Stefan Rowecki
- Aleje Ujazdowskie 19 – Mietshaus des Henryk Kołobrzeg-Kolberg (polnisch: Kamienica Henryka Kołobrzega-Kolberga), heute Sitz verschiedener Institutionen
- Aleje Ujazdowskie 17 – Mietshaus des Mikołaj Szelechow (polnisch: Kamienica Mikołaja Szelechowa)
- Aleja Róż – im Jahr 1877 angelegte Seitenstraße, die nach einem hier vormals befindlichen Rosengarten benannt wurde[10]
- Aleje Ujazdowskie 15 – Palais von Eliza Wielopolska (polnisch: Pałacyk Wielopolskich, auch Willa Róż genannt), bis zum Jahr 2010 Sitz der britischen Botschaft
- Aleje Ujazdowskie 13 – Sobański-Palast (polnisch: Pałac Sobańskich, auch Willa Anieli Bławackiej genannt), heute Sitz eines Unternehmer-Verbandes
- Aleje Ujazdowskie 11 – Sitz des Polnischen Justizministerium (polnisch: Ministerstwo Sprawiedliwości), vormals Sitz des NKWD
- Plac Na Rozdrożu – mit den nach Westen abgehenden Straßen Ulica Koszykowa und Aleja Wyzwolenia
- Aleja Armii Ludowej-Überführung
- Alea Jana Chrystiana Szucha – Stichstraße zum Plac Unii Lubelskiej und der Ulica Puławska
- Roman-Dmowski-Denkmal
- Aleje Ujazdowskie 9 – Sitz des Zentralen Antikorruptionsbüros (polnisch: Centralne Biuro Antykorupcyjne), früher Gebäude des Hauptinspektorats der Polnischen Streitkräfte
- Aleje Ujazdowskie 7 – Sitz des Zentralen Kriminallabors der Polizeihauptkommandantur (polnisch: Centralne Laboratorium Kryminalistyczne Komendy Głównej Policji)
- Aleje Ujazdowskie 1/3/5 – Sitz des Polnischen Ministerrats (polnisch: Kancelaria Prezesa Rady Ministrów), vormals Kasernen des nach Alexander Wassiljewitsch Suworow benannten Kadetten-Corps
- Ulica Bagatela – Stichstraße zum Plac Unii Lubelskiej, an der die schwedische Botschaft liegt

### Nicht mehr existierende Gebäude (beidseitig, von Norden nach Süden)
Einige Gebäude wurden – vor allem nach dem Zweiten Weltkrieg – nicht wiederaufgebaut. Sie wurden durch Neubauten oder Freiflächen ersetzt.
- Aleje Ujazdowskie 31 – Wernicki-Villa (polnisch: Willa Wernickiego), nach dem Krieg nicht wieder aufgebaut, heute Teil des Geländes der Botschaft der USA
- Aleje Ujazdowskie 29 – Villa des Stanisław Lilpop (polnisch: Willa Stanisława Lilpopa), in der vor dem Krieg die Botschaft der Vereinigten Staaten ihren Sitz hatten. Nach dem Krieg nicht wieder aufgebaut, stattdessen wurde hier ein Neubau für die Botschaft erstellt.
- Aleje Ujazdowskie 21 – Rzyszczewski-Palast (polnisch: Pałac Rzyszczewskiego)
- Aleje Ujazdowskie 19 – Spokorny-Mietshaus (polnisch: Kamienica Spokornego), ehemaliges südliches Eckgebäude der Aleja Róż, heute Platz mit Denkmal von Stefan Rowecki
- Aleje Ujazdowskie 18 – Mietshaus der Familie Taubenhaus (polnisch: Kamienica Taubenhausa), grenzte südlich den Lesser-Palast an, nach dem Krieg nicht wieder errichtet, heute befindet sich hier ein kleiner Park
- Aleje Ujazdowskie 12 – Orthodoxe Kirche des Heiligen Erzengels Michael (polnisch: Cerkiew św. Michała Archanioła Archistratega). Die Kirche existierte von 1894 bis 1923, nach ihrem Abriss stand hier bis 1935 der Łobzowianek-Pavillon (polnisch: Pawilon Łobzowianka), der durch eine Statue Piłsudskis ersetzt wurde. Heute befindet sich hier eine Zufahrt zur Aleja Armii Ludowej

## Trivia
Der polnische Schriftsteller Bolesław Prus verlegte in seinem in den Jahren 1887 bis 1889 geschaffenen, bedeutenden Roman „Lalka“ (Die Puppe) um die unglückliche Liebe zwischen einem bürgerlichen Kaufmann und einer Adligen das Haus der Familie Łęcki in die Aleje.